# 山下圭志
山下 圭志（やました けいし、9月17日 - ）は、日本のシンガーソングライター・ラジオパーソナリティ。血液型O型。愛知県名古屋市出身。パームトーン・エージェンシー所属。プロデューサーは冴沢鐘己。

## 主な活動
- 2012年（平成24年） - fm GIG加入。ラジオ「KC's BAR」スタート。
- 2015年（平成27年） - パームトーン・エージェンシーと所属契約し、PALMTONE RECORDSより「虹色のパレード」でCDデビュー。
- 2022年（令和4年）
  - 1st.アルバム『SHORE BREAK』収録曲
    - 「ハバナ・モヒート」が、テレビ朝日系列 山形テレビ深夜版「Do～んな天気」2022年3月度タイアップとなる[1]。
    - 「瞳にシャワーレイン」が、QAB琉球朝日放送「こきざみぷらす」2022年9月度エンディング曲となる[2]。
    - 「虹色のパレード」が、テレビ朝日系列東北ブロック6局ネット2023年正月特番「謎解き!みちのく開運旅」エンディング曲となる[3]。
- 2025年（令和7年） - シングル『湾岸トワイライト』収録曲「一瞬の光」が、テレビ朝日「じゅん散歩」2025年2・3月エンディング曲となる。

## ディスコグラフィー
- シングル
  - 2015年7月 - 1st.「虹色のパレード」
  - 2016年9月 - 2nd.「ハバナ・モヒート」
  - 2022年1月 - 3rd.「愛はプリズマティック」
- アルバム
  - 2019年8月 - 1st.「SHORE BREAK」
- デジタルシングル
  - 2021年5月 - 1st.「アリバイのA」
  - 2022年5月 - 2nd.「ロケット・マン」
  - 2024年12月 - 3rd.「湾岸トワイライト」

## ラジオ
- KC's BAR（fm GIG　日曜 21:00 - 22:00、2014年 - ）